# Йохан VIII (Насау-Зиген)
Йохан VIII фон Насау-Зиген Млади (на немски: Johann von Nassau-Siegen der Jüngere; * 29 септември 1583, Диленбург; † 27 юли 1638, Ронсе) е граф на Насау-Зиген (1623 – 1638), граф на Насау, граф на Насау-Катценелнбоген, Вианден и Диц, маркиз на Монте-Кабало и барон на Байлщайн (d.J.). Той е императорски и испански генерал през Тридесетгодишната война.

## Произход и младост
Той е вторият син на граф Йохан VII фон Насау-Зиген (1561 – 1623) и първата му съпруга графиня Магдалена фон Валдек (1558 – 1599), дъщеря на граф Филип IV фон Валдек (1493 – 1574) и третата му съпруга му Юта фон Изенбург-Гренцау († 1564). По-големият му брат Йохан Ернст (1582 – 1617, Удине) е венециански генерал във войната във Фриули.
До 1595 г. Йохан VIII учи в Херборн, след това в Касел (Collegium Mauritianum) и в Женева. След следването си през 1603 г. той прави „голям тур“ (Grand Tour) през Франция и Италия. В Неапол е затворен, понеже го мислят за брат на Мориц Орански. Едва чрез намесата на императора и папа Климент VIII е освободен. На връщане от Неапол той се среща с папа Климент VIII.

## Военна служба. Борба за наследството
Йохан VIII участва първо в императорската войска в Унгария през турските войни. През 1612 г. той е във Франкфурт при императорската коронизация и чрез император Матиас става императорски камерхер. През декември същата година в Рим той официално казва, че е католик и съобщава това от Хага на баща си. Баща му го лишава от наследство и чрез завещание определя Хайнрих фон Насау-Зиген за свой наследник.
През 1614 г. Йохан отива на нидерландска военна служба наХерцогство Савоя, съюзник на Нидерландия. Чрез херцог Карл Емануил I Савойски е приет в ордена на Анунциатите и е номиниран за маркиз на Монте-Кабало. От 1615 до 1617 г. той е на служба при френския крал.
След смъртта на брат му Йохан Ернст през 1617 г. той има претенции за наследството на баща му. Император Матиас го подкрепя като обявява бащиното му завещание за невалидно. След смъртта на Йохан VII през 1623 г. Йохан VIII окупира графството Насау-Зиген. Той се старае да поеме цялата собственост на отонския Дом Насау. Преминаването на граф Йохан Лудвиг фон Насау-Хадамар към католическата вяра през 1629 г. пречи на успеха на Йохан VIII.
Той отива на служба на испанската династия Хабсбург, противник на нидерландците в Осемдесетгодишната война. През 1623 г. Йохан е член на императорския таен военен съвет.
През 1628 г. Йохан VIII пътува като дипломат на императора. Той има задачата да осъществи претенциите на Хабсбургите за Херцогство Мантуа. Следвщата година избухва обаче Мантуанската наследствена война. На 1 юли 1629 г. Йохан става императорски фелдмаршал, 1630 г. рицар на Златното руно. През юни 1630 г. той попада в плен на нидерландците, от който е освободен през края на годината, след плащане на голяма сума. От 1631 г. Йохан VIII е генерал на испанската кавалерия.
Докато Йохан VIII се бие в Нидерландия и Франция, шведскита войска окупират през 1632 г. неговото графство Насау-Зиеен. Неговият полубрат Йохан Мориц (Бразилианеца) премахва рекатолизирането и изгонва йезуитите.
Йохан VIII умира вероятно от дизентерия на 17 юли 1638 г. в неговия дворец при Ронсе (Renaix).

## Фамилия
Йохан VIII се жени на 13 август 1618 г. в Брюксел за Ернестина Йоланда принцеса дьо Лин (* 2 ноември 1594; † 4 юни 1668, Ронсе) от Испанска Нидерландия, дъщеря на княз Ламорал дьо Лин (1563 – 1624) и принцеса Анне Мария дьо Мелун-Епиной († 1634). Те имат децата:
- Мария (1619 – 1620)
- дъщеря (1620)
- Клара Мария (1621 – 1695)

∞ 1634 за княз Алберт Хенри от Лин (1615 – 1641)
∞ 1642 за Клод I Ламорал 3.княз Лин (1618 – 1679)
- Ернестина Шарлота (1623 – 1668), ∞ на 15 февруари 1650 за княз Мориц Хайнрих фон Насау-Хадамар (1626 – 1679)[6]
- Ламберта Алберта Габриела Урсула (1625 – 1635)
- Йохан Франц Дезидератус (1627 – 1699), княз на Насау-Зиген

∞ на 13 декември 1651 за придворната дама Йохана Клаудия фон Кьонигсег-Аулендорф (1632 – 1663)
∞ на 31 май 1665 за маркграфиня Мария Елеонора София фон Баден-Родемахерн (1640 – 1668)
∞ на 9 февруари 1669 за баронеса Изабела Клер Евгени ду Пугет де ла Сере (1651 – 1714)
- Ернестина Йоланда принцеса дьо Лин
- Фамилията фон Насау-Зиген през 1634 г., от Антонис ван Дайк